# شريف مدكور
شريف مختار مدكور (ولد 17 سبتمبر 1972) مذيع ومقدم برامج في التليفزيون المصري.

## حياته ودراسته
- ولد شريف مدكور في 17 سبتمبر 1972 في حي مصر الجديدة بمدينة القاهرة
- تخرج من مدارس سان جورج St. George's College
- تخرج من كلية التجارة جامعة عين شمس.

## عمله
يعمل شريف مدكور في 5 برامج قنوات مختلفة
1. من كل بلد أكلة وهو برنامج لتعليم الطهي -على قناة فاميلي. وقد توقف ظهوره في البرنامج.
2. فاشون هاوس (Fashion house) برنامج متخصص في الموضة والديكورات -على نايل العائلة.
3. صباح الخير يا مصر برنامج متنوع يذاع على القناة الأولى للتليفزيون المصري.
4. بيت شريف برنامج متنوع يذاع على قناة نايل لايف.
5. ساعة مع شريف على قناة المحور
6. شارع شريف على سي بي سي سفرة وحاليا يعرض على قناة الحياه

كما ظهر في مسرحية زي الفل وفيلم آخر الدنيا وحلقة في مسلسل الكبير قوي الجزء الرابع

## فقرات البرنامج
له فقرات عن كل ما يخص البيت المصري والمرأه والصحة والطبخ والأزياء والأطفال
وله عدة فقرات رئيسية تقدم مثل الطبخ للشيف شريف عفيفي والرياضة للكابتن حسن القبيصي والغناء والعديد من الفقرات المفيدة والاجتماعية

## وصلات خارجية
- شريف مدكور على موقع الدهليز
- شريف مدكور على موقع قاعدة بيانات الأفلام العربية